# Verletzung der Unterhaltspflicht
Die Verletzung der Unterhaltspflicht ist nach deutschem Strafrecht ein Vergehen, das nach § 170 StGB mit Freiheitsstrafe bis zu drei Jahren oder Geldstrafe, unter Umständen auch mit Freiheitsstrafe bis zu fünf Jahren bestraft werden kann.

## Gesetzestext
Die Vorschrift des § 170 StGB lautet wörtlich:
§ 170 StGB ist ein konkretes Gefährdungsdelikt sowie Dauerdelikt. Die Vorschrift dient in Abs. 1 dem Schutz des Unterhaltsberechtigten vor einer Gefährdung seines materiellen Lebensbedarfs sowie der Inanspruchnahme von Sozialleistungen wegen Hilfebedürftigkeit, Abs. 2 außerdem der Entscheidungsfreiheit der Schwangeren und dem Schutz des ungeborenen Lebens.

## Objektiver Tatbestand
Objektives Tatbestandsmerkmal des Grunddelikts nach § 170 Abs. 1 StGB ist das Bestehen einer gesetzlichen Unterhaltspflicht. Die Unterhaltspflicht setzt eine zum Unterhalt verpflichtende Rechtsbeziehung (§ 1360, § 1569, § 1601 BGB, § 5 LPartG) voraus. Diese enthält als Teilelemente die Leistungsfähigkeit des Täters und die Bedürftigkeit des Unterhaltsberechtigten. Auch unterhaltspflichtige Frauen können sich nach diesem Gesetz strafbar machen. Täter sind jedoch ganz überwiegend Männer, da Frauen weit seltener barunterhaltspflichtig sind.

### Gesetzliche Unterhaltspflicht
Der Schutzbereich des § 170 StGB umfasst ausschließlich die gesetzlichen Unterhaltspflichten, sodass vertraglich begründete Pflichten, etwa aufgrund eines Vergleichs ausscheiden.
Die rechtliche Beziehung muss sich aus dem Gesetz ergeben oder, was vor allem bei nichtehelichen Vätern relevant ist, durch gerichtliche Feststellung der Vaterschaft begründet sein. In diesem Rahmen kommen Unterhaltspflichten gegenüber allen denkbaren Berechtigten in Betracht, also gegenüber dem Ehegatten oder dem Lebenspartner nach Auflösung der Lebenspartnerschaft, gegenüber Eltern sowie ehelichen oder nichtehelichen Kindern.

### Leistungsfähigkeit
Die Leistungsfähigkeit des Unterhaltsschuldners findet sich nicht im Gesetzestext, ist aber ein ungeschriebenes Tatbestandsmerkmal.
Leistungsfähig ist nur derjenige, der die geschuldete Leistung mindestens teilweise erbringen kann, ohne seine eigene Existenz oder die Ansprüche vorrangiger Unterhaltsgläubiger zu gefährden. Hierbei wird auf den unterhaltsrechtlichen Selbstbehalt zurückgegriffen.
Die Leistungsfähigkeit muss der Strafrichter in vollem Umfang selber feststellen. Der Strafrichter darf sich zwar durch die vom Familiengericht festgestellten Unterhaltspflichten leiten lassen, er darf sie aber nicht ungeprüft übernehmen. Praktisch relevant ist dies vor allem dann, wenn die zivilrechtliche Verurteilung zur Leistung von Kindesunterhalt auf fiktive Einkünfte des Unterhaltsschuldners abstellt oder, was bei einer Verurteilung in Höhe des Regelbedarfs nach der Regelbetrag-Verordnung möglich war, in dem zivilrechtlichen Verfahren eine Beweislastumkehr stattgefunden hatte, sodass dem Verurteilten fiktive Einkünfte zugerechnet wurden, die dieser zu erzielen tatsächlich gar nicht in der Lage war. Das Strafgericht muss den konkreten Nachweis führen, welche Beschäftigungsmöglichkeiten hätten aufgenommen und welche Einkünfte hätten erzielt werden können.
Eine inter omnes wirkende Feststellung der Vaterschaft ist dagegen auch im Strafverfahren bindend.
Da die Schuld und somit das Strafmaß auch wesentlich davon geprägt werden, in welcher Höhe und über welchen Zeitraum der Täter leistungsfähig ist, genügt hier auch keine allgemeine Feststellung, dass die Leistungsfähigkeit jedenfalls vorliegt, sondern es ist erforderlich, dass die Staatsanwaltschaft den Sachverhalt so weit aufklärt, wie es erforderlich ist, um die Leistungsfähigkeit des Täters in der Anklageschrift konkret zu beziffern.

### Sich entziehen
Die Tathandlung des „sich der Unterhaltspflicht Entziehens“ wird am deutlichsten dadurch begangen, dass der Täter trotz bestehender Leistungsfähigkeit schlicht keinen Unterhalt zahlt.
Der Tatbestand kann jedoch auch dadurch verwirklicht werden, dass der Täter es unterlässt, Einkünfte zu erzielen, obwohl ihm dies zumutbar wäre, oder seine Leistungsunfähigkeit durch Aufgabe des Arbeitsplatzes, Nichtannahme von Arbeit oder auch Schenkungen an Dritte herbeiführt.

### Taterfolg
Durch die Unterhaltspflichtverletzung muss der Lebensbedarf des Berechtigten gefährdet sein. Eine Gefährdung liegt bereits nach dem Wortlaut des Gesetzes auch dann vor, wenn andere die Verpflichtung des Täters übernehmen müssen. Darüber hinaus ist eine Gefährdung auch dann gegeben, wenn der Berechtigte unangemessene eigene Anstrengung zur Sicherung seines Lebensbedarfs unternehmen muss.
Der Begriff des Lebensbedarfs stellt auf den regelmäßigen Bedarf, nicht auf einen bloßen Notbedarf ab. Hier wird wiederum auf den familienrechtlichen geschuldeten Unterhalt zurückgegriffen.

## Subjektiver Tatbestand
Subjektiv setzt § 170 StGB hinsichtlich aller Merkmale des objektiven Tatbestands wenigstens bedingten Vorsatz voraus.
Problematisch ist hier die Frage, wie es zu werten ist, wenn der Täter sich im Irrtum darüber befindet, überhaupt Unterhalt zahlen zu müssen, weil er sich zum Beispiel nicht leistungsfähig hält. Während einige Stimmen in Rechtsprechung und Literatur hier lediglich einen Verbotsirrtum annehmen wollen, sodass eine Strafbarkeit gleichwohl möglich wäre, wenn der Täter die Entstehung dieses Irrtums hätte vermeiden können, geht die herrschende Meinung als auch die obergerichtliche Rechtsprechung von einem Tatbestandsirrtum aus, der den Vorsatz hinsichtlich der Tat entfallen lässt (§ 16 StGB) und somit zur Straffreiheit des Täters führt.

## Qualifizierung
§ 170 Abs. 2 StGB enthält einen Qualifikationstatbestand für den Fall, dass Unterhaltsberechtigte eine Schwangere ist, der Täter ihr den Unterhalt in verwerflicher Weise vorenthält und dadurch den Abbruch der Schwangerschaft bewirkt. Dieser Absatz wurde 1995 nach dem zweiten Urteil des Bundesverfassungsgerichts zum Schwangerschaftsabbruch aufgenommen, um dem ungeborenen Leben einen größeren Schutz zu gewähren und einer Frau die Entscheidung für ein Kind frei von materiellen Zwängen zu ermöglichen.
Eine Unterhaltspflicht gegenüber der Kindsmutter entsteht für nichteheliche Väter frühestens vier Monate vor der Geburt (§ 1615l BGB). Soweit ein legaler Schwangerschaftsabbruch vor diesem Zeitpunkt vorgenommen wird (§ 218a StGB), scheidet eine Strafbarkeit aus.

## Rechtsfolgen

### Strafrecht

#### Geld- und Freiheitsstrafe
Das Gesetz sieht für die Tat Freiheitsstrafe oder Geldstrafe vor. In der Praxis erscheint die Sanktionierung indes oftmals nicht zufriedenstellend. Insbesondere führt die Verhängung einer Geldstrafe konkret dazu, dass die Mittel, aus denen der Täter Unterhalt leisten kann, noch weiter beschnitten werden, der Unterhaltsanspruch des Berechtigten also möglicherweise noch weiter gefährdet wird. Der zukünftig zu zahlende Unterhaltsverpflichtungsbetrag wird zwar aus zur Berechnung der Geldstrafenhöhe herausgerechnet, der Täter wird aber beschnitten, auf die bereits entstandenen Unterhaltsrückstände zu zahlen.
Deswegen wird im Alltag dieser Verfahren oft selbst bei Ersttätern eine Freiheitsstrafe verhängt, die dann zur Bewährung ausgesetzt wird. Auch dieses Vorgehen ist jedoch bedenklich, insbesondere, weil die Verhängung kurzer Freiheitsstrafen, also solcher von weniger als sechs Monaten, vom Gesetzgeber nur in zwei Ausnahmefällen, nämlich wenn dies zur Einwirkung auf den Täter oder zur Verteidigung der Rechtsordnung unerlässlich ist, zugelassen ist. Die Verknappung der Mittel durch die Geldstrafe zur Gewährleistung des Unterhalts, den das Gesetz schützen will, sieht das Gesetz als Ausnahmegrund nicht vor.
Eine entsprechende Anwendung verbietet sich aus dem strafrechtlichen Analogieverbot, das im Grundgesetz in Art. 103 Abs. 1 GG, ohne Gesetz keine Strafe, verankert ist.
Ein möglicher Ausweg kann hier die Einstellung des Verfahrens nach dem Opportunitätsprinzip gegen die Auflage (§ 153a) StPO sein, dass der Täter monatlich für ein Jahr einen bestimmten Geldbetrag an den Unterhaltsberechtigten zahlt. Auflagen, wie den Unterhalt nach besten Kräften zu zahlen, kommen auch vor, sind aber seltener, da sie Schwierigkeiten bei der Überprüfung bereiten, ob die Auflage erfüllt wurde oder nicht. Auflagen in Höhe der zu erwartenden Geldstrafe als Zahlung auf den Unterhaltsrückstand kommen in der Praxis auch vor.
Ein Bewährungswiderruf nach § 56f Abs. 1 Satz 1 Nr. 3 StGB verlangt, dass der Richter sich für die Beurteilung, ob und gegebenenfalls wie der Verurteilte durch Nichtzahlung des Unterhalts gegen Bewährungsauflagen verstoßen hat, um eine möglichst breite Tatsachenbasis bemüht und die Entscheidung auf einen umfassend ermittelten Sachverhalt stützt.

#### Fahrverbot
Um eine Alternative zur Freiheitsstrafe und eine Sanktion bei Personen zu schaffen, für die eine Geldstrafe kein fühlbares Übel darstellt, sah der Koalitionsvertrag von 2013 das Fahrverbot als eigenständige Sanktion im Erwachsenen- und Jugendstrafrecht eingeführt werden. Ob dies bei Verletzung der Unterhaltspflicht verfassungsrechtlich zulässig ist, ist umstritten.
Seit 24. August 2017 kann bei allen Straftaten neben einer anderen Strafe ein Fahrverbot angeordnet werden.

### Außerhalb des Strafrechts
Bei einer Verletzung der Unterhaltspflicht gegenüber einem unterhaltsberechtigten Kind bis zur Vollendung des achtzehnten Lebensjahres kommt ein Unterhaltsvorschuss nach dem Unterhaltsvorschussgesetz in Betracht. Der Anspruch ist begrenzt auf den gesetzlichen Mindestunterhalt. Der Unterhaltsverpflichtete wird in der Regel in Regress genommen (§ 7 UhVorschG). Auszubildende können Vorauszahlungen auf die Ausbildungsförderung gem. § 36 BAföG erhalten.
Hat der Unterhaltspflichtige einen Anspruch auf Sozialleistungen, beispielsweise auf eine Rente aus der gesetzlichen Rentenversicherung und kommt er seinen Unterhaltspflichten nicht nach, kann der zuständige Leistungsträger die Geldleistung unmittelbar an den unterhaltsberechtigten Ehegatten, den Lebenspartner oder die Kinder auszahlen (sog. Abzweigung, § 48 SGB I). Dies ist zulässig, auch wenn der Straftatbestand des § 170 StGB nicht erfüllt ist. Die Entscheidung liegt vielmehr im Ermessen des Leistungsträgers.
Die vorsätzliche Verletzung der Unterhaltspflicht verpflichtet zum Schadensersatz gem. § 823 Abs. 2 BGB in Verbindung mit § 170 StGB. Soweit es sich dabei nicht bereits um eine Verbindlichkeiten aus einer vorsätzlich begangenen unerlaubten Handlung handelt, unterliegt rückständiger gesetzlicher Unterhalt, den der Schuldner vorsätzlich pflichtwidrig nicht gewährt hat, nicht der Restschuldbefreiung (§ 302 InsO).

## Ermittlungsverfahren
Die Strafverfolgungsbehörden sind gem. § 24c Abs. 3 Nr. 2 KWG ermächtigt, bestimmte Kontodaten eines Beschuldigten bei der Bundesanstalt für Finanzdienstleistungsaufsicht (BaFin) abzurufen, außerdem bestimmte Sozialdaten bei den Leistungsträgern einschließlich der derzeitigen Arbeitgeber des Unterhaltspflichtigen gem. § 35 SGB I, § 68 SGB X.
Die Polizeiliche Kriminalstatistik (PKS) für das Jahr 2015 weist für die Verletzung der Unterhaltspflicht nach § 170 StGB insgesamt 7 304 Fälle aus. Das stellt einen Rückgang gegenüber dem Jahr 2014 um 11,3 % dar. Die Aufklärungsquote betrug 99,8 %.

## Österreich und Schweiz
Die Verletzung der Unterhaltspflicht wird in Österreich gemäß § 198 StGB mit Freiheitsstrafe bis zu sechs Monaten oder mit Geldstrafe bis zu 360 Tagessätzen, in schweren Fällen mit Freiheitsstrafe bis zu drei Jahren bestraft.
Art. 217 des Schweizer Strafgesetzbuchs sieht für die Vernachlässigung von Unterhaltspflichten eine Freiheitsstrafe bis zu drei Jahren oder Geldstrafe vor.